# Кто бы это ни сделал
«Кто бы это ни сделал» (англ. «Whoever Did This») — сорок восьмой эпизод телесериала канала HBO «Клан Сопрано» и девятый в четвёртом сезоне шоу. Сценарий написали Робин Грин и Митчелл Бёрджесс, режиссёром стал Тим Ван Паттен, а премьера состоялась 10 ноября 2002 года.

## В ролях
- Джеймс Гандольфини — Тони Сопрано
- Лоррейн Бракко — д-р Дженнифер Мелфи *
- Эди Фалко — Кармела Сопрано
- Майкл Империоли — Кристофер Молтисанти
- Доминик Кьянезе — Коррадо Сопрано-мл.
- Стивен Ван Зандт — Сильвио Данте
- Тони Сирико — Поли Галтьери
- Роберт Айлер — Энтони Сопрано-мл.
- Джейми-Линн Сиглер — Медоу Сопрано *
- Дреа де Маттео — Адриана Ля Сёрва *
- Аида Туртурро — Дженис Сопрано
- Стивен Р. Ширрипа — Бобби Баккалиери
- Джон Вентимилья — Арти Букко
- и Джо Пантолиано — Ральф Сифаретто

### Приглашённые звёзды
- Шэрон Анджела — Розали Април
- Джозеф Р. Ганнасколи — Вито Спатафоре
- Роберт Фунаро — Юджин Понтекорво
- Лесли Бега — Валентина Ля Пас
- Мюриель Арден — Элоди Кольбер
- Дэн Каслман — истец Каслман
- Ричард  Д'Алессандро — Деннис Капоцца
- Фрэнсис Энсемплейр — Нуччи Галтьери
- Тим Кан — доктор Харрисон Вонг
- Дэйн Кёрли — Джастин Сифаретто
- Эллен Орчид — доктор Шэрон Залуцки
- Фрэнк Пандо — агент Грассо
- Ричард Портноу — Гарольд Мелвойн
- Алла Клюка Шеффер — Светлана Кириленко
- Пол Шульц — отец Фил Интинтола
- Мэтт Сервитто — агент Харрис
- Сьюзан Джун — репортёр Эллисон Пак
- Марисса Матроне — Ронни Капоцца
- Роса Нино — Иньес Муньос
- Елена Соловей — Бранка Либинск
- Мария Элена Рамирес — соседка

## Сюжет
Когда Джуниор Сопрано покидает здание суда, спускаясь по лестнице, его окружает толпа из СМИ и он случайно ударяется головой о штативный микрофон, из-за чего падает вниз по ступенькам. Его доставляют в больницу с сотрясением мозга. Изначально, Джуниор ведёт себя так, как будто он в замешательстве, и врач предполагает, что у Коррадо могла быть развивающаяся деменция, которая усилилась на фоне сотрясения, но, спустя немного времени, Джуниор ведёт себя как обычно и наслаждается своим пребыванием в больнице, в качестве передышки от суда. Тони думает, что головной удар может быть блестящей возможностью для Джуниора: Тони предлагает его адвокату, Гарольду Мелвойну, что они могли бы использовать это в защиту Джуниора через заявление о его неустойчивых умственных способностях, и Джуниору придётся вести себя так, как будто у него Альцгеймер. Тони говорит Джуниору, что ему придётся вести себя как сумасшедший, и это положит конец его проблемам с законом. Штат назначает психиатра для оценки психического состояния дяди Джуниора у него дома. Психиатр расспрашивает его за кухонным столом. Он делает вид, что не помнит почти ничего, в то время как сестра Тони, Дженис, показывает два больших пальца вверх Бобби Бакале за "выступление" Джуниора. Утром, спустя некоторое время, агенты ФБР, размещённые за пределами дома Джуниора, видят, как его медсестра по дому доставляет его домой, после того, как Джуниор пошёл в соседний дом просить у соседей мороженое; Джуниор, кажется, стоит в своей гостиной искренне запутанным.
Пока 12-летний сын Ральфа Сифаретто, Джастин, и его друг играли без присмотра во «Властелина колец» с луком и стрелами, Джастин был случайно ранен стрелой в грудь. Горничная, заметив это, бежит в дом и громко стучит в дверь ванной Ральфа, где тот моется, призывая его прийти на помощь Джастину. Ральф выбегает и обнаруживает, что его сын лежит на земле, истекая кровью и без сознания. Джастина быстро доставляют в больницу, где он лежит в коме. В зале ожидания больницы, Ральф в ярости набрасывается на свою бывшую жену и её мужа (которые обвиняли его за неудачный присмотр) и на мальчика, который ранил его сына. В ходе перепалки, Ральфа физически сдерживает Тони, который говорит, что это был несчастный случай, и что когда они сами были детьми, они играли в похожие безрассудные игры. В последующие дни, Ральф, пьяный от вина и мучаясь от горя, утверждает, что он сожалеет о своих поступках, которые совершал на протяжении всей своей жизни. Он даже навещает отца Фила Интинтолу, чтобы попробовать искупить свои грехи, создаёт годовую стипендию размером в $20 000 в Рутгерском университете в честь Джеки-младшего, просит прощения у Розали Април за то, что не был более сочувствующим, когда умер её сын, и делает ей предложение, но она отказывается.
Тони утешает Ральфа, когда тот, принеся Тони свою долю доходов за последнее время в Бинг, начинает реветь. Пользуясь случаем, Тони признаётся Ральфу, что он встречается с Валентиной Ля Пас. Хотя Ральф и удивлён, он не протестует против новых отношений, и соглашается с предложением Тони провести терапевтическое время в конюшне с Пирожком. Поли, однако, до сих пор держит злобу на Ральфа, особенно после того, как он узнал, что тот в шутку названивал его матери (что травмировало её настолько, что её пришлось госпитализировать), из-за чего Поли даже сказал Джонни Сэку, что это Ральф придумал шутку про Джинни Сэк.
Скаковая лошадь Тони и Ральфа, Пирожок, гибнет при пожаре в конюшне, что пожарная часть расценивает как несчастный случай; однако, Тони считает, что это Ральф специально устроил пожар, чтобы собрать денег на страховой полис суммой в $200 000, который у него и Ральфа был на лошадь. После похода в конюшню, увидев труп Пирожка, запечатанный и уволоченный трактором, Тони идёт в дом Ральфа. Тони рассказывает Ральфу о том, что Пирожок мёртв. Ральф выражает свои соболезнования Тони, но, кажется, не особо тронут смертью коня. Он и Тони идут на кухню, где Ральф готовит яичницу на плите. Ральф, кажется, больше сосредоточен на сообщении Тони об улучшающемся состоянии Джастина, но Тони продолжает возвращаться к разговору о мёртвой лошади. Когда Тони предполагает, что Ральф мог совершить поджог намеренно, чтобы получить страховку, Ральф гневно уверяет Тони, что он тут ни при чём. Тони спрашивает его, слышал ли он что-нибудь от Корки Януччи в последнее время - эксперта поджигателя, который был ответственен за поджог ресторана Арти Букко. Ральф впадает в ярость, говоря, что Тони не заботит то, что он избивает невинных людей, пока он получает свои деньги, а затем делает подлое и бесчувственное замечание о том, что его так сильно заботит лошадь, в то время как он сам ест мясо с блюда. В гневе, Тони бьёт Ральфа, и между ними завязывается драка. Ральф безуспешно пытается защититься при помощи кастрюли, сковороды, ножа и спрея Raid. Бой заканчивается тем, что Тони, крича на Ральфа "Ты убил её!", душит его и бьёт головой об пол на кухне, пока тот не умирает.
Тони звонит Кристоферу Молтисанти - в неподходящий момент, когда Кристофер только что вколол себе героин и начинает дремать на диване - чтобы попросить его помочь ему избавиться от тела, объясняя, что Ральф уже был мёртв, когда он прибыл. Хотя Кристофер и находится под действием героина, он похоже не ведётся на версию Тони, но также и не против того, что произошло. Кристофер отрезает голову Ральфа вместе с его руками и кладёт их в спортивную сумку, обнаружив в процессе, что Ральф был лысым и носил парик. Когда наступает ночь, Кристофер и Тони избавляются от тела Ральфа, расчленив и выбросив его со скалы в карьер. Они несут его остатки на бесхозную ферму, принадлежащую отцу Майки Палмиси, который госпитализирован. Так как земля мёрзлая, Тони использует экскаватор, чтобы выкопать яму, пока он ругает Кристофера за то, что тот употребляет наркотики. Кристофер говорит Тони, что то, что Ральфи "пришили", может стать проблемой, на что Тони отвечает: "Ты единственный, кто знает об этом." Затем они моются в Бада Бинге и избавляются от одежды, которую надо сжечь.
Тони просыпается в стрип-клубе на следующее утро, зовя Кристофера, но понимает, что он уже ушёл. Тони вспоминает Трейси, стриптизёршу Бада Бинга, которая была убита Ральфом. Затем он распахивает заднюю дверь клуба, и выходит из темноты в слепящий дневной свет следующего дня.

## Умерли
- Пирожок и несколько других лошадей: погибли при пожаре в конюшне. Страховая компания посчитала это несчастным случаем.
- Ральф Сифаретто: избит и задушен Тони Сопрано из-за подозрений, что он устроил пожар, который убил Пирожка, что Ральф отрицает. Его тело затем расчленено и обезглавлено Тони и Кристофером Молтисанти.

## Название
- Тони использует фразу "кто бы это ни сделал" во время обсуждения с Кристофером, кто действительно был ответственен за смерть Ральфи.

## Связи с предыдущими эпизодами
- Когда Тони противостоит Ральфу по поводу пожара, он спрашивает его про Корки Януччи. Тони считает, что Ральф нанял его, чтобы устроить пожар, который убил Пирожка. Сильвио также очевидно использовал Януччи, чтобы помочь взорвать Vesuvio, ресторан, принадлежащий Арти Букко в пилотном эпизоде.
- Когда Тони смотрит в зеркало утром после убийства Ральфа, он видит изображение Трейси, стриптизёршу Бада Бинга, которую Ральф убил в эпизоде "Университет".
- В "Университете", Тони и Сильвио отмечают, что стриптизёрша Трейси хорошо выглядящая "чистокровная". Пирожок тоже хорошо хорошо выглядящая чистокровная, и Ральф подозревается в убийстве их обоих.
- В "Университете", Ральф был особенно одержим фильмами про гладиаторов, цитируя «Гладиатора» Ридли Скотта и смотря «Спартака» Кубрика. Ральф сам умирает в жестокой смертельной дуэли.
- В «Весе», Джонни Сэк говорит Ральфу: "Я должен был позволить Тони отрубить твою голову год назад." По иронии судьбы, это действительно то, что происходит Ральфом.

## Другие культурные отсылки
- Кармела носит рубашку Колумбийского университета, когда с Тони и её сыном на кухне.
- После убийства Ральфа, Тони и Кристофер смотрят «Последний раз, когда я видел Париж». Фильм вольно основан на рассказе Ф. Скотта Фицджеральда «Снова в Вавилоне».

## Музыка
- "When I Need You" Лео Сейера играет, когда Ральф в ванной.
- Оригинальная запись "Sincerely" The Moonglows играет, пока Кармела и Розали обедают в Vesuvio.
- Песня, играющая во время финальных титров - "The Man with the Harmonica" Apollo 440. Она изначально из саундтрека Эннио Морриконе к фильму «Однажды на Диком Западе» Серджо Леоне. Человек с губной гармошкой был сыгран Чарльзом Бронсоном.
- Хотя она и не звучала, на песню "Sympathy For The Devil" The Rolling Stones ссылались три раза через различные диалоги, напрямую ссылаясь на Ральфа как на дьявола. Ральф к хирургу: "Прошу, позвольте мне представиться." Отец Интинтола к Ральфу: "Были вы там, когда у Иисуса Христа был момент сомнения и боли?" Тони к Поли: "Поли, его ребёнок в больнице. Хоть немного грёбаного сочувствия, а?". Ссылки намекают на то, что Ральф в этом эпизоде изображается с небольшим сочувствием.

## Вдохновение к реальному преступлению
Джейсон Батиста был осуждён за убийство его психически больной матери в Риверсайде, Калифорнии, 14 января 2003 года, затем выбросив её обезглавленное тело, а её руки отрубили на шоссе Ортега в округе Ориндж. Сводный брат Джейсона, Мэттью Монтехо, которому было 15 лет, когда Джейсон убил их мать, свидетельствовал в суде, что он помог избавиться от её тела, и что им пришла идея отрубить ей голову и руки, чтобы скрыть преступление, из этого эпизода.

## Награды
"Кто бы это ни сделал" стал выбором Джо Пантолиано на рассмотрение в своей номинации на премию «Эмми» за лучшую мужскую роль второго плана в драматическом сериале, и он выиграл эту премию в 2003 году.